# Saint-Martin-la-Plaine
 Saint-Martin-la-Plaine  es una población y comuna francesa, situada en la región de Ródano-Alpes, departamento de Loira, en el distrito de Saint-Étienne y cantón de Rive-de-Gier.

## Demografía
| 1879 | 1956 | 2311 | 2430 | 3168 | 3424 |
| Para los censos de 1962 a 1999 la población legal corresponde a la población sin duplicidades (Fuente: INSEE [Consultar]) |      |      |      |      |      |